# Géaté

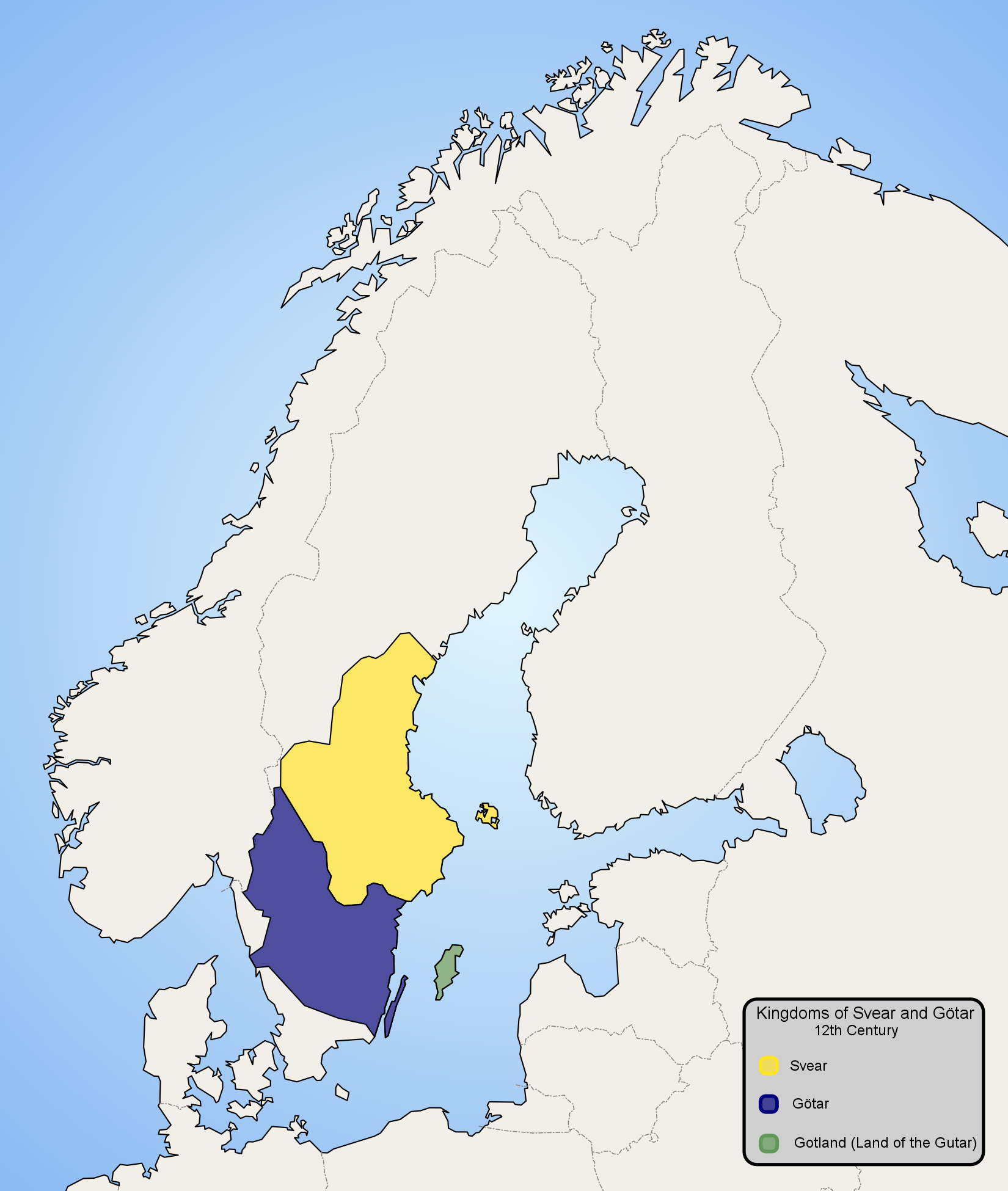
Švédsko ve 12. století před připojením Finska během 13. století.
Géaté
Sveové
Gotland

Géaté (anglosasky gēatas, staroseversky gautar, švédsky götar, někdy také Gótové) byli severogermánský kmen obývající Götaland („země Geatů“) v dnešním Švédsku během středověku. Spolu s kmeny Švédů (Sveů) a Gutů jsou jedni z předchůdců moderních Švédů. Jméno Géaté je také obsaženo v názvech švédských provincií Västergötland a Östergötland – západní a východní země Géatů a v mnoha dalších toponymech.
Nejstarší známá dochovaná zmínka o Géatech pochází od Ptolemaie (2. století n. l.), který je označuje jako Goutai. V 6. století Jordanes píše o Gautigótech a Ostrogótech (Ostrogóti ze Scandzi) a přirovnává je k Géatům; Prokopios z Kaisareie odkazuje na název Gautoi. Severské ságy je znají pod názvem Gautar; Beowulf a Widsith jako Gēatas.